# Eero Hyvärinen
Eero Juho Hyvärinen, född 27 april 1890, död 27 maj 1973, var en finländsk gymnast.
Hyvärinen tävlade för Finland vid olympiska sommarspelen 1912 i Stockholm, där han var med och tog silver i lagtävlingen i fritt system. Hans bror, Mikko Hyvärinen, var också en del av laget.